# Bargny (Oise)
Bargny település Franciaországban, Oise megyében. Lakosainak száma 330 fő (2022. január 1.). Bargny Coyolles, Antilly, Betz, Cuvergnon, Lévignen és Ormoy-le-Davien községekkel határos.

## Népesség
A település népességének változása:
| Lakosok száma | 312  | 325  | 336  | 332  | 334  | 339  | 342  | 336  | 330  |
|               | 2013 | 2015 | 2016 | 2017 | 2018 | 2019 | 2020 | 2021 | 2022 |